# 萨拉热窝足球俱乐部
萨拉热窝足球俱乐部是波斯尼亚和黑塞哥维那首都薩拉熱窩的职业足球俱乐部，创建于1946年10月24日，俱乐部是南斯拉夫波黑地区最成功的球队之一，赢得过两次南斯拉夫足球甲级联赛的冠军。如今球队也是波黑超级联赛最有潜质的俱乐部，拥有两个联赛冠军和四座杯赛冠军头衔。
萨拉热窝的主场是拥有35,630个座位的阿西姆·費爾哈托維奇球場，是以前南斯拉夫传奇球星费尔哈托维奇所命名的，体育场的北侧看台是球队自1986年以来传统意义上的球队支持团体固定看台。球队的队服色是酒红色。

## 球队历史
萨拉热窝足球俱乐部的创建是在萨拉热窝从纳粹解放一年后，是由Udarnik队（直译为“一个人在前线”）和自由队（Sloboda）合并而成的，俱乐部在南斯拉夫体坛上首次亮相是在1946年，11月3日在首场比赛中以S.D.鱼雷队的队名登场。1947年球队更名为S.D.萨拉热窝梅塔拉卡队（Metalaca Sarajevo），此后在1949年队名简化成了如今的萨拉热窝足球俱乐部。

### 对手
球队著名同城对手是澤列茲尼察足球俱樂部，两队之间的德比被称作萨拉热窝德比。

## 球队荣誉
- 南斯拉夫足球甲级联赛: 2次
  - 1966-1967, 1984-1985

- 波斯尼亚和黑塞哥维那足球甲级联赛: 1次
  - 1998-1999年 （由于波什尼亚克（Bosniak）俱乐部在决赛前罢赛，使得萨拉热窝直接获得冠军，尽管这个波黑冠军未被欧足联所承认，因为欧足联冠军的定义是在决赛中取胜的球队所获得的。这也使得这一年没有波黑球队出现在欧洲赛场上。）

- 波黑足球超级联赛: 2次
  - 2006-07年, 2014-15年

- 波黑杯: 5次 (联赛纪录)
  - 1996-1997年, 1997-1998年, 2001-2002年, 2004-2005年, 2013-2014年

- 波黑超级杯: 1次
  - 1996-1997年

亚军
- 南斯拉夫足球甲级联赛: 2次
  - 1964-1965年, 1979-1980年

- 南斯拉夫杯: 2
  - 1966-1967年, 1982-1983年

- 波黑足球超级联赛: 3次
  - 1996-1997年, 1997-1998年, 2005-2006年

- 波黑杯: 2次
  - 1998-1999年, 2000-2001年